# Хейз, Майк
Майкл Хейз (англ. Michael Hayes; 16 октября 1980, Кле-Элум) — американский боец смешанного стиля, представитель тяжёлой весовой категории. Выступает на профессиональном уровне начиная с 2007 года, известен по участию в турнирах таких бойцовских организаций как Bellator, Strikeforce, Fight Nights, WSOF, Palace FC, KSW, KOTC, владел титулом чемпиона Cage Warriors в тяжёлом весе.

## Биография
Майк Хейз родился 16 октября 1980 года в городе Кле-Элум, штат Вашингтон.
Дебютировал в смешанных единоборствах на профессиональном уровне в 2007 году, своего первого соперника победил техническим нокаутом во втором раунде. Первое время дрался преимущественно в местных вашингтонских промошенах, помимо это отметился выступлениями в таких крупных американских организациях как Strikeforce и Palace Fighting Championship, где тоже одержал победы. Первое в профессиональной карьере поражение потерпел в марте 2009 года единогласным решением судей от бразильца Мариу Миранды, за ним последовали и другие проигрыши, а также ничья в поединке с соотечественником Девином Коулом. С этого момента начал сотрудничать с организацией Rumble on the Ridge, победил на многих её турнирах, в частности нокаутировал бразильского бойца Фабиану Шернера.
Имея в послужном списке одиннадцать побед и только три поражения, в 2010 году Хейз привлёк к себе внимание крупной американской организации Bellator и дебютировал здесь с победы единогласным решением судей над Стивеном Бэнксом. Принял участие в третьем сезоне гран-при тяжеловесов, но уже на стадии четвертьфиналов раздельным решением проиграл Алексею Олейнику. Позже пытался выиграть гран-при тяжеловесов пятого сезона Bellator, но вновь выбыл из борьбы в четвертьфинале — на сей раз его остановил британец Нил Гроув.
В 2012 году Майк Хейз добился успеха в европейском промоушене Cage Warriors Fighting Championship — завоевал здесь титул чемпиона в тяжёлой весовой категории, однако уже во время первой защиты лишился чемпионского пояса. Кроме того, провёл два боя в Москве на турнирах серии «Битва под Москвой» российского промоушена Fight Nights, уступил единогласным судейским решением белорусу Андрею Орловскому и россиянину Руслану Магомедову. Впоследствии чаще проигрывал, дрался на турнирах таких организаций как KSW, King of the Cage, World Series of Fighting. В ноябре 2013 года выиграл техническим нокаутом у знаменитого американского бойца Джеффа Монсона. В июне 2015 года свёл к ничьей поединок с представителем Южной Африки Тревором Прэнгли.

## Статистика в профессиональном ММА
| Боёв 34  | Побед 20 | Поражений 12 |
| -------- | -------- | ------------ |
| Нокаутом | 7        | 1            |
| Сдачей   | 7        | 0            |
| Решением | 6        | 11           |
| Ничьи    | 2        | 2            |

| Результат | Рекорд  | Соперник            | Способ                  | Турнир                                 | Дата            | Раунд | Время | Место              | Примечание                                   |
| --------- | ------- | ------------------- | ----------------------- | -------------------------------------- | --------------- | ----- | ----- | ------------------ | -------------------------------------------- |
| Поражение | 20-12-2 | Тони Лопес          | Единогласное решение    | KOTC: Provoked                         | 6 августа 2016  | 5     | 5:00  | Линкольн-Сити, США |                                              |
| Победа    | 20-11-2 | Джемелл Джонс       | Раздельное решение      | KOTC: Battle Zone                      | 19 мая 2016     | 3     | 5:00  | Уорли, США         |                                              |
| Поражение | 19-11-2 | Джош Коупленд       | Единогласное решение    | WSOF 29                                | 12 марта 2016   | 3     | 5:00  | Грили, США         |                                              |
| Ничья     | 19-10-2 | Тревор Прэнгли      | Ничья                   | KOTC: Awakening                        | 4 июня 2015     | 3     | 5:00  | Уорли, США         |                                              |
| Поражение | 19-10-1 | Джош Квин           | Единогласное решение    | KOTC: Short Fuse                       | 12 февраля 2015 | 3     | 5:00  | Уорли, США         |                                              |
| Поражение | 19-9-1  | Вёрджил Цвиккер     | KO (удар рукой)         | KSW 25                                 | 7 декабря 2013  | 1     | 1:12  | Вроцлав, Польша    |                                              |
| Победа    | 19-8-1  | Джефф Монсон        | TKO (удары)             | Cage Warrior Combat 9                  | 2 ноября 2013   | 3     | 1:21  | Кент, США          |                                              |
| Поражение | 18-8-1  | Диджей Линдерман    | Единогласное решение    | War MMA 1                              | 22 июня 2013    | 3     | 5:00  | Стоктон, США       |                                              |
| Поражение | 18-7-1  | Руслан Магомедов    | Единогласное решение    | Fight Nights: Битва под Москвой 10     | 23 февраля 2013 | 3     | 5:00  | Москва, Россия     |                                              |
| Поражение | 18-6-1  | Андрей Орловский    | Единогласное решение    | Fight Nights: Битва под Москвой 9      | 16 декабря 2012 | 3     | 5:00  | Москва, Россия     |                                              |
| Поражение | 18-5-1  | Диджей Линдерман    | Единогласное решение    | CWFC 47                                | 2 июня 2012     | 5     | 5:00  | Дублин, Ирландия   | Лишился титула чемпиона CWFC в тяжёлом весе. |
| Победа    | 18-4-1  | Андреас Краниотакес | Сдача (кимура)          | CWFC: Fight Night 4                    | 16 марта 2012   | 3     | 4:20  | Дубай, ОАЭ         | Выиграл вакантный титул CWFC в тяжёлом весе. |
| Победа    | 17-4-1  | Нил Гроув           | Раздельное решение      | Bellator 52                            | 1 октября 2011  | 3     | 5:00  | Лейк-Чарльз, США   | Четвертьфинал гран-при 5 сезона тяжеловесов. |
| Победа    | 16-4-1  | Тони Кинг           | Сдача (удушение сзади)  | Cage Warrior Combat: The Fight Factory | 6 августа 2011  | 3     | 1:32  | Мэрисвилл, США     |                                              |
| Победа    | 15-4-1  | Мэтт Ковач          | Сдача (удушение сзади)  | ROTR 16                                | 15 января 2011  | 3     | 4:23  | Сноквалми, США     |                                              |
| Победа    | 14-4-1  | Джош Беннетт        | TKO (остановлен врачом) | ROTR 15: Vindication                   | 4 декабря 2010  | 1     | 1:37  | Сноквалми, США     |                                              |
| Победа    | 13-4-1  | Мэтт Уокер          | Сдача (удушение сзади)  | ROTR 14: Defiance                      | 30 октября 2010 | 2     | 4:37  | Сноквалми, США     |                                              |
| Поражение | 12-4-1  | Алексей Олейник     | Раздельное решение      | Bellator 26                            | 26 августа 2010 | 3     | 5:00  | Канзас-Сити, США   | Четвертьфинал гран-при 3 сезона тяжеловесов. |
| Победа    | 12-3-1  | Стивен Бэнкс        | Единогласное решение    | Bellator 21                            | 10 июня 2010    | 3     | 5:00  | Холливуд, США      |                                              |
| Победа    | 11-3-1  | Дэниел Стюарт       | Единогласное решение    | ROTR 7: Regeneration                   | 9 января 2010   | 3     | 5:00  | Сноквалми, США     |                                              |
| Победа    | 10-3-1  | Фабиану Шернер      | KO (удар рукой)         | ROTR 6: Final Countdown                | 21 ноября 2009  | 2     | 3:50  | Сноквалми, США     |                                              |
| Победа    | 9-3-1   | Джош Квин           | KO (удар рукой)         | SF 26: Domination                      | 2 октября 2009  | 1     | 4:53  | Гранд-Ронд, США    |                                              |
| Поражение | 8-3-1   | Девин Коул          | Единогласное решение    | ROTR 4                                 | 15 августа 2009 | 3     | 3:00  | Сноквалми, США     |                                              |
| Победа    | 8-2-1   | Дэниел Круг         | TKO (удары руками)      | CageSport 6                            | 25 июля 2009    | 1     | 5:00  | Такома, США        |                                              |
| Ничья     | 7-2-1   | Девин Коул          | Ничья                   | Fight Night: Bikes & Brawls            | 27 июня 2009    | 3     | 5:00  | Каньонвилл, США    |                                              |
| Поражение | 7-2     | Диджей Линдерман    | Единогласное решение    | Alliance: The Uprising                 | 2 мая 2009      | 3     | 5:00  | Кент, США          |                                              |
| Поражение | 7-1     | Мариу Миранда       | Единогласное решение    | Carnage at the Creek 5                 | 12 марта 2009   | 3     | 5:00  | Шелтон, США        |                                              |
| Победа    | 7-0     | Рик Чик             | Сдача (удары руками)    | PFC: Best of Both Worlds               | 6 февраля 2009  | 2     | 1:01  | Лемор, США         |                                              |
| Победа    | 6-0     | Джеремиа Констант   | TKO (травма)            | CageSport MMA                          | 29 ноября 2008  | 1     | 2:52  | Такома, США        |                                              |
| Победа    | 5-0     | Джош Беннетт        | Сдача (удушение сзади)  | CageSport MMA                          | 30 августа 2008 | 3     | 3:01  | Такома, США        |                                              |
| Победа    | 4-0     | Кайл Кини           | Единогласное решение    | CS: Freedom Fights                     | 7 июня 2008     | 3     | 5:00  | Такома, США        |                                              |
| Победа    | 3-0     | Мэтт Ковач          | Единогласное решение    | Strikeforce: At The Dome               | 23 февраля 2008 | 3     | 5:00  | Такома, США        |                                              |
| Победа    | 2-0     | Райан Хиллс         | Сдача (удушение сзади)  | GF: A New Beginning for an Ancient Art | 10 ноября 2007  | 1     | 2:06  | Киркленд, США      |                                              |
| Победа    | 1-0     | Иэн Аллен           | TKO (удары руками)      | RSU: Black Eye Invitational 6          | 6 октября 2007  | 2     | 2:00  | Белвью, США        |                                              |